# Pithecellobium larensis
Pithecellobium larensis là một loài thực vật có hoa trong họ Đậu. Loài này được Cardenas miêu tả khoa học đầu tiên.